# Конвейерная лента
Конвейерная лента (транспортёрная) — тяговый и грузонесущий орган ленточного конвейера. Ленточный конвейер является одним из многих типов конвейерных систем, который состоит из двух или более шкивов (иногда называют барабаны или ролики) с бесконечной петлей — конвейерной ленты, которая вращается вокруг них. Один или оба шкива приводятся в действие, перемещая ленту и материал по ней. Приводной шкив называется приводным шкивом (барабаном), в то время как шкив без питания называется натяжным шкивом.

## Резинотканевые ленты
Данные ленты состоят из каркаса и верхней и нижней обкладки. Каркас изготавливается на основе тканей: из полиамидных, полиамидно-полиэфирных, поливинилхлоридных и комбинированных нитей (полиэфир и хлопок). Для соединения ленты используют холодную вулканизацию (клей), горячую вулканизацию и механические соединители. Среди резинотканевых лент следует отдельно выделить шевронные, которые предназначаются, в основном, для транспортировки грузов под наклоном.
По назначению транспортерные ленты делятся на следующие основные виды:
- Общего назначения — такие ленты предназначены для работы на ленточных конвейерах малой и средней нагруженности. Это наиболее распространённый тип транспортерных лент.
- Шахтные — предназначены для работы в шахтах или условиях приравненных к шахтным. Основным свойством таких лент является пониженная горючесть (самозатухание). Температурный режим от −45 до +60 °C.
- Морозостойкие — для работы при пониженных температурах (температура окружающего воздуха от −60°С до +60°С).
- Теплостойкие и с повышенной теплостойкостью — предназначены для транспортировки горячих грузов с различной абразивностью и работы с повышенной температурой до 400°C(используемый эластомер: Т-4).
- Пищевые — применяются на производствах, где транспортерная лента по технологическому процессу входит в непосредственный контакт с продуктами питания. Основное свойство таких лент — не вступают и не вызывают химических реакций при непосредственном контакте с транспортируемым материалом (пищевыми продуктами).
- Маслобензостойкие — предназначены для конвейеров, на которых лента работает в контакте с различного типа маслами или топливом. Основным свойством таких лент является химическая стойкость к указанным веществам.
- Конвейерные ленты с гофробортом и поперечными ребрами — данный тип транспортерных лент исключают провисание на боковых поддерживающих роликах и обеспечивает стабильное прохождение продукции на оборотных барабанах. Основные типы ребер: W, T, TB, TS, TC.
- Шевронные — с рифленой поверхностью для транспортировки материалов под большим углом.
- Элеваторные (норийные) ленты — состоящие из 3 и более слоев полиэстер/полиамида используются для вертикальной транспортировки инертных материалов. Могут быть изготовлены с резиновыми обкладками, имеющими различные специальные свойства.
- ПВХ ленты — используются в основном на пищевых производствах при изготовлении спагетти, кондитерских изделий, а также в медицинской промышленности при изготовлении мед оборудования. Температуры использования от −20 до +80 градусов Цельсия.
- Тефлоновые — изготавливаются из стеклоткани покрытой тефлоном. Материал выпускается различной толщины, возможно исполнение на самоклеящейся основе. Рабочая температура до +265°С, максимальная температура на короткие периоды до +320°С.

## Резинотросовые ленты
Имеют такое же строение как и у резинотканевых, только тяговый каркас ленты состоит из стальных тросов находящихся в одной плоскости в специальном резиновом слое каркаса. Низкие удлинения (не более 0,25 %) резинотросовых лент при рабочих нагрузках, высокая прочность (до 5000 Н/мм), гибкость в продольном и поперечном направлениях позволяют транспортировать грузы на большие расстояния с высокой производительностью на мощных карьерных комплексах. Для стыковки резинотросовых лент используют сварку и горячую вулканизацию.
Удлинение резинотросовых лент при рабочей нагрузке в 10 раз меньше, чем лент на основе синтетических тканей. Это позволяет транспортировать грузы на большие расстояния, а также сократить размеры натяжного устройства конвейерной установки, что особенно важно в стеснённых подземных условиях.
Ленты могут быть изготовлены в зависимости от условий эксплуатации:
- Трудносгораемые — работоспособны при температуре окружающего воздуха от минус 25 до плюс 60 °C.
- Трудновоспламеняющиеся — работоспособны при температуре окружающего воздуха от минус 25 до плюс 60 °C.
- Трудновоспламеняющиеся морозостойкие — работоспособны при температуре окружающего воздуха от минус 45 до плюс 60 °C.
- Общего назначения — РТЛ работоспособны при температуре окружающего воздуха от минус 45 до плюс 60 °C.
- Морозостойкие — РТЛМ работоспособны при температуре окружающего воздуха от минус 60 до плюс 60 °C.

## Полимерные конвейерные ленты
Изготавливаются на основе тканей из полиэстера. Материалы, из которых состоят полимерные конвейерные ленты: поливинилхлорид, полиуретан, силикон, полиолефин и др.

## Шевронные ленты
Конвейерные ленты с шевронными ребрами предназначены для транспортировки кусковых и сыпучих материалов на транспортерах с углами наклона до 45°. Шевронной ленты созданы для предотвращения соскальзывания материала с ленты назад (рифления не дают материалу перемещаться против движения конвейера).
Основным отличием от обычной резино-тканевой транспортерной ленты является наличие перегородок - "ребер", которые и помогают в удержании грузов при транспортировке их под наклоном.

## Модульные конвейерные ленты
Производятся из синтетических материалов: полипропилен, полиацетал, полиэтилен, нейлон. Модульные конвейерные ленты состоят из отдельных элементов (модулей), способны работать с агрессивными химическими средами (например, концентрированная серная кислота). Существуют модульные ленты состоящие из металла (как правило из стали). Используют такую ленту в тяжёлых условиях или при сильном воздействии на ленту.

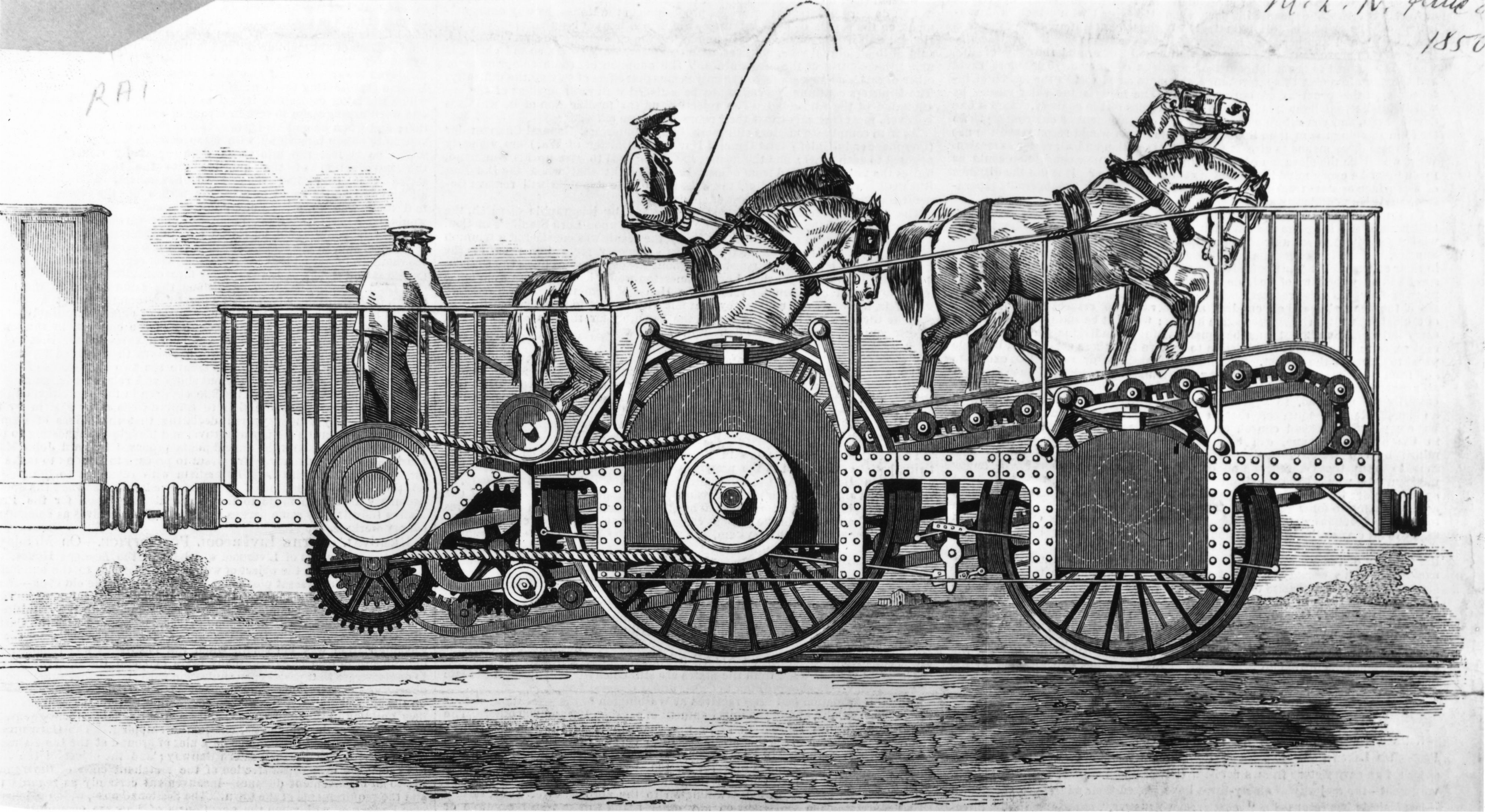
Импульсория — безмоторный локомотив с конным приводом в 1850 году.

Металлические ленты (транспортёрные сетки) изготавливаются из углеродистой или нержавеющей стали. Отличительной особенностью является способность работать при высоких температурах. Находят своё применение в химической, фармацевтической, пищевой промышленности.